# Sarotheca
Sarotheca là chi thực vật có hoa trong họ Acanthaceae.